# Bathypallenopsis longiseta
Bathypallenopsis longiseta is een zeespin uit de familie Pallenopsidae. De soort behoort tot het geslacht Bathypallenopsis. Bathypallenopsis longiseta werd in 1957 voor het eerst wetenschappelijk beschreven door Turpaeva. 